# Riacho Oiticica
O Riacho Oiticica é um riacho (um pequeno rio) brasileiro que banha o estado da Paraíba.